# 1914 en Bretagne
 Chronologie de la Bretagne
- 1910
- 1911
- 1912
- 1913
- 1914
- 1915
- 1916
- 1917
- 1918

Cette page recense des événements qui se sont produits durant l'année 1914 en Bretagne.

## Première Guerre mondiale
- 3 août : Déclaration de guerre de l'Allemagne à la France.
- 5 août : Les premiers convois d'hommes quittent les gares des villes bretonnes pour rejoindre les casernes. 350 000 Bretons sont mobilisés[1].

## Société

### Faits sociétaux
- 1er mai : Première liaison aérienne Paris-Brest par Maurice Challe[2].
- Juillet : Sainte Anne d'Auray est reconnue comme patronne de la Bretagne par le pape Grégoire XV[2].

### Naissance
- 12 février : André Bellec, chanteur membre du quatuor Les Frères Jacques[3].

- 17 février : Pierre Jakez Hélias, professeur, romancier et journaliste[3].

- 28 avril : Michel Mohrt, écrivain et académicien[3].

- 18 juillet : Henri Joubrel, juriste et créateur de la profession d'éducateur[2].

- 22 juillet : Ronan Caouissin, dit Ronan Caerléon, écrivain[2].

- 24 septembre à Saint-Pierre-Quilbignon : Jean-Michel Guilcher, mort le 27 mars 2017 à Meudon[4],  ethnologue français.